# サッカーパナマ運河地帯代表
サッカーパナマ運河地帯代表（サッカーぱなまうんがちたいだいひょう、オランダ語: Voetbalelftal van de Panamakanaalzone）は、かつてアメリカ合衆国の租借地だったパナマ運河地帯のサッカー選抜チームである。パナマの一地方チームだったため、FIFAに加盟しなかった。
パナマ運河地帯は1903年にアメリカがパナマとパナマ運河条約を締結したことにより、アメリカの租借地となった。1937年11月3日と1943年11月5日にパナマと親善試合を行い、1敗1分けの成績を残した。
1999年12月31日にパナマ運河地帯がパナマに返還されたことに伴い、サッカーの代表チームもパナマ代表に吸収される形で幕を閉じた。